# Gmina Bethel (Iowa)

Położenie Gminy Bethel w hrabstwie Fayette

Gmina Bethel (ang. Bethel Township) – gmina w USA, w stanie Iowa, w hrabstwie Fayette. Według danych z 2000 roku gmina miała 379 mieszkańców, a jej powierzchnia wynosi 93,54 km².